# Шерстюк, Владимир Михайлович
Владимир Михайлович Шерстюк (род. 18 мая 1942, Московская область) — советский и российский юрист, специалист по защите прав граждан и организаций в арбитражном и гражданском судопроизводстве; доктор юридических наук (1990), профессор кафедры гражданского процесса юридического факультета МГУ (1991) и заместитель декана по научной работе в 1993—1998 годах. 

## Биография
Родился 18 мая 1942 года в селе Павшино (Красногорский район, Московская область).
В 1970 году окончил юридический факультет МГУ. В 1971—1973 годах был народным судьёй Пушкинского городского народного суда; в 1973 году перешёл в Московский областной суд, где оставался до 1977 года.
В 1977 году В. М. Шерстюк стал старшим преподавателем юридического факультета МГУ; в 1982 году занял должность доцента университета. В 1978 году он защитил кандидатскую диссертацию по теме «Актуальные проблемы судебной защиты прав граждан по спорам с жилищно-строительными и дачно-строительными кооперативами» — стал кандидатом юридических наук. В 1989 году он успешно защитил докторскую диссертацию по теме «Основные проблемы системы гражданского процессуального права».
После распада Советского Союза, с 1992 года — профессор на кафедре гражданского процесса юридического факультета МГУ. В период между 1993 и 1995 годами был членом рабочей группы, занимавшейся подготовкой Арбитражного процессуального кодекса России, принятого в 1995 году. В 1993—2002 годах входил в состав рабочей группы, готовившей Гражданский процессуальный кодекс России. Затем, в период с 1997 по 2002 год, был членом рабочей группы, занимавшейся подготовкой Арбитражного процессуального кодекса России, принятого в 2002 году. Кроме того, в 1996—1997 годах, Шерстюк состоял в группе, проводившей подготовку российского закона «Об исполнительном производстве» (принят в 1997 году). Был одним из участников рабочей группы по вопросам совершенствования российского законодательства о судебной системе.
Как член научно-консультативного совета, созданного при Высшем Арбитражном Суде России, он участвовал в подготовке трёх постановлений пленума российского Высшего Арбитражного Суда. В это же время он входил в два диссертационных совета МГУ по защите докторских диссертаций и читал студентам университета общий лекционный курс по гражданскому процессу, а также — спецкурс по проблемам арбитражного процесса. Был заместителем декана юридического факультета по научной работе в 1993—1998 годах. Член редакционной коллегии журнала «Вестник гражданского процесса»; входит в редколлегию научного журнала «Государство и право».

## Работы
Владимир Шерстюк является автором и соавтором более 170 научных публикаций; он являлся руководителем в десяти кандидатских диссертациях. Специализируется на теоретических и практических проблемах, связанных с укреплением защиты прав граждан и организаций — как в гражданском, так и в арбитражном судопроизводстве. Изучает проблемы прав должника и взыскателя в исполнительном производстве:
- «Основные принципы гражданского процесса» (соавт., 1991)
- «Арбитражный процесс в вопросах и ответах. Комментарии, рекомендации, предложения по применению Арбитражного процессуального кодекса РФ» (1996)
- «Новые положения Арбитражного процессуального кодекса РФ» (1996)
- «Исполнительное производство в РФ в вопросах и ответах» (соавт., 2000)
- «Рассмотрение споров о праве на жилой дом» (соавт., 1988)
- «Советский гражданский процесс» (соавт., 1989)
- «Арбитражный процесс» (соавт., 1995)
- «Гражданский процесс» (соавт., 2010)
- «Правовые основы нотариальной деятельности в РФ» (соавт., 2016)
- «Административное судопроизводство» (соавт., 2017).